# Кујаш (Арад)
Кујаш (рум. Cuiaș) насеље је у Румунији у округу Арад у општини Саваршин. Oпштина се налази на надморској висини од 193 m.

## Становништво
Према подацима из 2002. године у насељу је живело 92 становника, од којих су сви румунске националности.